# Andrew Scott (jinete)
Andrew Scott (4 de noviembre de 1960) es un jinete neozelandés que compitió en la modalidad de concurso completo. Ganó una medalla de oro en el Campeonato Mundial de Concurso Completo de 1990, en la prueba por equipos.

## Palmarés internacional
| Campeonato Mundial | Campeonato Mundial | Campeonato Mundial | Campeonato Mundial |
| Año                | Lugar              | Medalla            | Categoría          |
| ------------------ | ------------------ | ------------------ | ------------------ |
| 1990               | Estocolmo (Suecia) | Medalla de oro     | Por equipos        |